# Motolayataq
Motolayataq är en ort i Azerbajdzjan.   Den ligger i distriktet Astara Rayonu, i den södra delen av landet, 230 km sydväst om huvudstaden Baku. Motolayataq ligger 788 meter över havet och antalet invånare är 1 108.
Terrängen runt Motolayataq är kuperad åt nordväst, men åt sydost är den bergig. Terrängen runt Motolayataq sluttar österut. Närmaste större samhälle är Peisar, 15,2 km öster om Motolayataq. 
I omgivningarna runt Motolayataq växer i huvudsak blandskog. Runt Motolayataq är det ganska tätbefolkat, med 129 invånare per kvadratkilometer.